# Arial (Karolina Południowa)
Arial – jednostka osadnicza w Stanach Zjednoczonych, w stanie Karolina Południowa, w hrabstwie Pickens.